# Nær og Fjern
Nær og Fjern var et dansk ugeblad, der udkom fra 1872 til 1880.
Bladet lå i konkurrence med Illustreret Tidende og Ude og Hjemme. I 1872 bragte det H.C. Andersens En Rejse-Erindring fra Foraaret 1872.
Angul Hammerich og Axel Liebmann var musikanmeldere på bladet.
| Anime eller manga | Spire Denne artikel om medie og kommunikation er en spire som bør udbygges. Du er velkommen til at hjælpe Wikipedia ved at udvide den. |